# Abierto de Estados Unidos 1993
Lista de los campeones del Abierto de Estados Unidos de 1993:

## Individual masculino
Pete Sampras (USA) d. Cédric Pioline (FRA), 6–4, 6–4, 6–3

## Individual femenino
Steffi Graf (ALE) d. Helena Suková (República Checa), 6–3, 6–3

## Dobles masculino
Ken Flach(USA)/Rick Leach (USA)

## Dobles femenino
Arantxa Sánchez Vicario (España)/Helena Suková (República Checa)

## Dobles mixto
Helena Suková (República Checa)/Todd Woodbridge (AUS)
| Predecesor: 1992                         | Abierto de Estados Unidos 1993 | Sucesor: 1994                      |
| Predecesor: Campeonato de Wimbledon 1993 | Grand Slam 1993                | Sucesor: Abierto de Australia 1994 |

- Datos: Q594894